# Менжу, Адольф
Адольф Джин Менжу (англ. Adolphe Jean Menjou; 18 февраля 1890, Питтсбург — 29 октября 1963, Беверли-Хиллз) — американский актёр, номинант на премию «Оскар».

## Биография
Адольф Менжу родился в Питтсбурге, штат Пенсильвания, в семье француза эмигрировавшего в США, Альберта Менжу который работал швейцаром, и ирландки Норы Джойс, дальней родственницы писателя Джеймса Джойса. Вместе с Адольфом рос его брат Генри (1891—1956), впоследствии также ставший актёром. В семье разговаривали на английском и французском языках, позже Адольф изучал русский, итальянский, испанский и немецкий языки. В 1897 году вся семья переехала в Кливленд, штат Огайо.
Менжу учился в Военной академии Калвер, а окончил Корнеллский университет с дипломом инженера. Через несколько лет, в 1916 году, состоялся дебют Адольфа на сцене водевильного театра. Тогда же актёр впервые сыграл в кино, сыграв эпизодическую роль в фильме «Тайна голубого конверта». Во время Первой мировой войны Менжу дослужился до звания капитана.
Возвратившись с фронта, актёр становится звездой после выхода фильмов «Шейх» и «Три мушкетёра», в которых он сыграл доктора Рауля Сент-Юбера и Людовика XIII соответственно. В 1923 году, после исполнения роли Пьера Ревеля в фильме «Парижанка», Менжу девять раз подряд удостаивался звания «Самый стильный мужчина Америки».
С приходом звукового кино карьера Менжу пошла на спад, два года актёр не снимался в кино. Только в 1931 году к Менжу вернулась былая слава и востребованность: он был номинирован на престижную премию «Оскар» за роль Уолтера Бёрнса в фильме «Первая полоса», но проиграл Лайонелу Берримору.
В 1947 году Адольф Менжу сотрудничал с Комиссией по расследованию антиамериканской деятельности и помогал им в охоте на коммунистов в Голливуде. Актёр даже возглавил Сообщество кинематографистов, борющихся за сохранение американских идеалов, которое долгое время противостояло коммунистам. В числе других членов сообщества были Джон Уэйн, Барбара Стэнвик и Роберт Тейлор.
Из-за борьбы с коммунистами Адольф Менжу нажил себе много врагов, актёра почти перестали снимать в кино. Последними ролями Менжу были генерал Жорж Брулар в «Тропах славы» и мистер Пендергаст в «Поллианне». Адольф Менжу скончался от гепатита 29 октября 1963 года в Беверли-Хиллз, штат Калифорния. Похоронен 1 ноября на кладбище «Hollywood Forever». Актёр посмертно удостоен именной звезды на голливудской «Аллее славы».

## Фильмография
| - «Тайна голубого конверта» (1916) — эпизод - «Шейх» (1921) — Рауль Сен-Юбер - «Три мушкетёра» (1921) — Людовик XIII - «Вверх тормашками» (1922) — Стерлинг - «Кларенс» (1922) — Хьюберт Стэм - «Парижанка» (1923) — Пьер Ревель - «Белла Донна» (1923) — мистер Чепстоу - «Брачный круг» (1924) — профессор Сток - «Запретный рай» (1924) — Канцлер - «Король на Главной улице» (1925) — король Молвании Серж IV - «Люди ли мои родители?» (1925) — отец Литы - «Обыкновенная знаменитость» (1926) — Макс Хэйбер - «Печаль Сатаны» (1926) — принц Люцио де Риманес - «Джентльмен из Парижа» (1927) — Маркиз де Мариньян - «Его личная жизнь» (1928) — эпизод - «Ночь загадок» (1928) — капитан Феррель - «Таинственный мистер Паркс» (1930) — Куртенэ Паркс - «Марокко» (1930) — Ла Бессье - «Самый лёгкий путь» (1931) — Уильям Брокстон - «Первая полоса» (1931) — Уолтер Бёрнс - «Недозволенное» (1932) — Боб - «Прощай, оружие!» (1932) — майор Ринальди - «Утренняя слава» (1933) — Луи Истон - «Город согласия» (1933) — Тед Кент - «Трубадуры» (1934) — Панчо Монтес - «Маленькая мисс Маркер» (1934) — Печальный Джонс - «Могучий Барнум» (1934) — Бэйли Уолш - «Золотоискатели 1935-го» (1935) — Николай Николефф - «Млечный Путь» (1936) — Гэбби Слоан | - «Звезда родилась» (1937) — Оливер Нильс - «Сто мужчин и одна девушка» (1937) — Джон Кордуэлл - «Дверь на сцену» (1937) — Энтони Пауэлл - «Безумства Голдвина» (1938) — Оливер Мерлин - «Золотой мальчик» (1939) — Том Муди - «Дочь владельца дома» (1939) — Дикон Максвелл - «Ты не прав» (1939) — Стэйси Дэлмор - «Дорожное приключение» (1941) — полковник Карлтон Кэрроуэй - «Рокси Харт» (1942) — Билли Флинн - «Ты никогда не была восхитительнее» (1942) — Эдуардо Акуна - «Привет, Диддл, Диддл» (1943) — полковник Гектор Пфайфф - «Шагай веселее» (1944) — Вагнер - «Сердцебиение» (1946) — посол - «Рекламисты» (1947) — мистер Кимберли - «Я буду твоей» (1947) — Дж. Конрад Нельсон - «Состояние единства» (1948) — Джим Коновер - «Мечтаю о тебе» (1949) — Томас Хатчинс - «Чтобы сделать приятное даме» (1950) — Грегг - «Серьёзная цель» (1951) — полковник Калеб Джефферс - «По широкой Миссури» (1951) — Пьер - «Снайпер» (1952) — лейтенант Фрэнк Кафка - «Дочь посла» (1956) — сенатор Джонатан Картрайт - «Свёрток для Джоя» (1956) — Дж. Б. Мэрлин - «Ограбление» (1957) — Артур Мартин - «Тропы славы» (1957) — генерал Жорж Брулар - «Я женился на женщине» (1958) — Фредерик В. Саттон - «Поллианна» (1960) — мистер Пендергаст |